# Söndagstjärnen, Dalarna
Söndagstjärnen är en sjö i Orsa kommun i Dalarna och ingår i Dalälvens huvudavrinningsområde.